# سوارکاری در پارالمپیک تابستانی ۲۰۲۴
سوارکاری  (انگلیسی: Equestrian events at the 2024 Summer Paralympics) یکی از رویدادهای برگزار شده در پارالمپیک تابستانی ۲۰۲۴ بود. این دوره از بازی‌ها از ۳ تا ۷ سپتامبر ۲۰۲۴ در کاخ ورسای پاریس، پایتخت فرانسه برگزار شد. هر یازده رویداد این ورزش بدون در نظر گرفتن جنسیت برگزار شدند؛ ده ورزش به صورت یک‌نفره و یک ورزش مختلط تیمی.

## شاکله رقابت‌ها
تیم‌ها متشکل از سه ورزشکار بودند که امتیاز هر ورزشکار به صورت انفرادی نیز محاسبه می‌شد، با این حال ورزشکاران کشورهایی که سه ورزشکار نداشتند و یک تیم محسوب نمی‌شدند، می‌توانستند تنها در بخش انفرادی (یک یا دو ورزشکار انفرادی) به رقابت بپردازند.

## مقامات
برخی مقامات از سایر کشورها به تماشای این رقابت‌ها پرداختند.
درساژ
- Anne Prain (ئیس هئیت منصفه عالی)
- Kristi Wysocki (عضو هئیت منصفه عالی)
- Freddy Leyman (عضو هئیت منصفه عالی)
- Ineke Jansen (ضو هئیت منصفه عالی)
- Suzanne Cunningham (ضو هئیت منصفه عالی)
- John Robinson (ضو هئیت منصفه عالی)
- Katherine Lucheschi (ضو هئیت منصفه عالی)
- Jan Holger Holtschmit (نماینده فنی)

## کشورهای شرکت‌کننده
۷۶ ورزشکار از ۲۹ کشور در این رقابت‌ها شرکت کردند.
- استرالیا (۴)
- اتریش (۴)
- بلژیک (۴)
- برزیل (۲)
- کانادا (۳)
- جمهوری چک (۲)
- دانمارک (۴)
- فنلاند (۳)
- فرانسه (۴)
- آلمان (۴)
- بریتانیای کبیر (۴)
- یونان (۱)
- هنگ کنگ (۱)
- مجارستان (۱)
- ایرلند (۴)
- ایتالیا (۴)
- ژاپن (۲)
- عربستان سعودی (۱)
- لتونی (۱)
- مکزیک (۱)
- هلند (۴)
- نروژ (۴)
- نیوزیلند (۱)
- لهستان (۱)
- آفریقای جنوبی (۱)
- سنگاپور (۳)
- اسلواکی (۱)
- سوئد (۴)
- سوئیس (۱)
- ایالات متحده آمریکا (۴)

## جدول مدال‌ها
*   کشور میزبان (فرانسه)
| رتبه          | NPC                 | طلا | نقره | برنز | مجموع |
| ------------- | ------------------- | --- | ---- | ---- | ----- |
| ۱             | ایالات متحده آمریکا | ۵   | ۱    | ۱    | ۷     |
| ۲             | هلند                | ۲   | ۴    | ۰    | ۶     |
| ۳             | بلژیک               | ۲   | ۰    | ۰    | ۲     |
| ۳             | لتونی               | ۲   | ۰    | ۰    | ۲     |
| ۵             | آلمان               | ۰   | ۳    | ۳    | ۶     |
| ۶             | بریتانیای کبیر      | ۰   | ۱    | ۶    | ۷     |
| ۷             | ایتالیا             | ۰   | ۱    | ۱    | ۲     |
| ۸             | دانمارک             | ۰   | ۱    | ۰    | ۱     |
| مجموع (۸ NPC) | مجموع (۸ NPC)       | ۱۱  | ۱۱   | ۱۱   | ۳۳    |